# Eumorpha satellitia
Eumorpha satellitia är en fjärilsart som beskrevs av Bönninghausen 1899. Eumorpha satellitia ingår i släktet Eumorpha och familjen svärmare. Inga underarter finns listade i Catalogue of Life.

## Bildgalleri

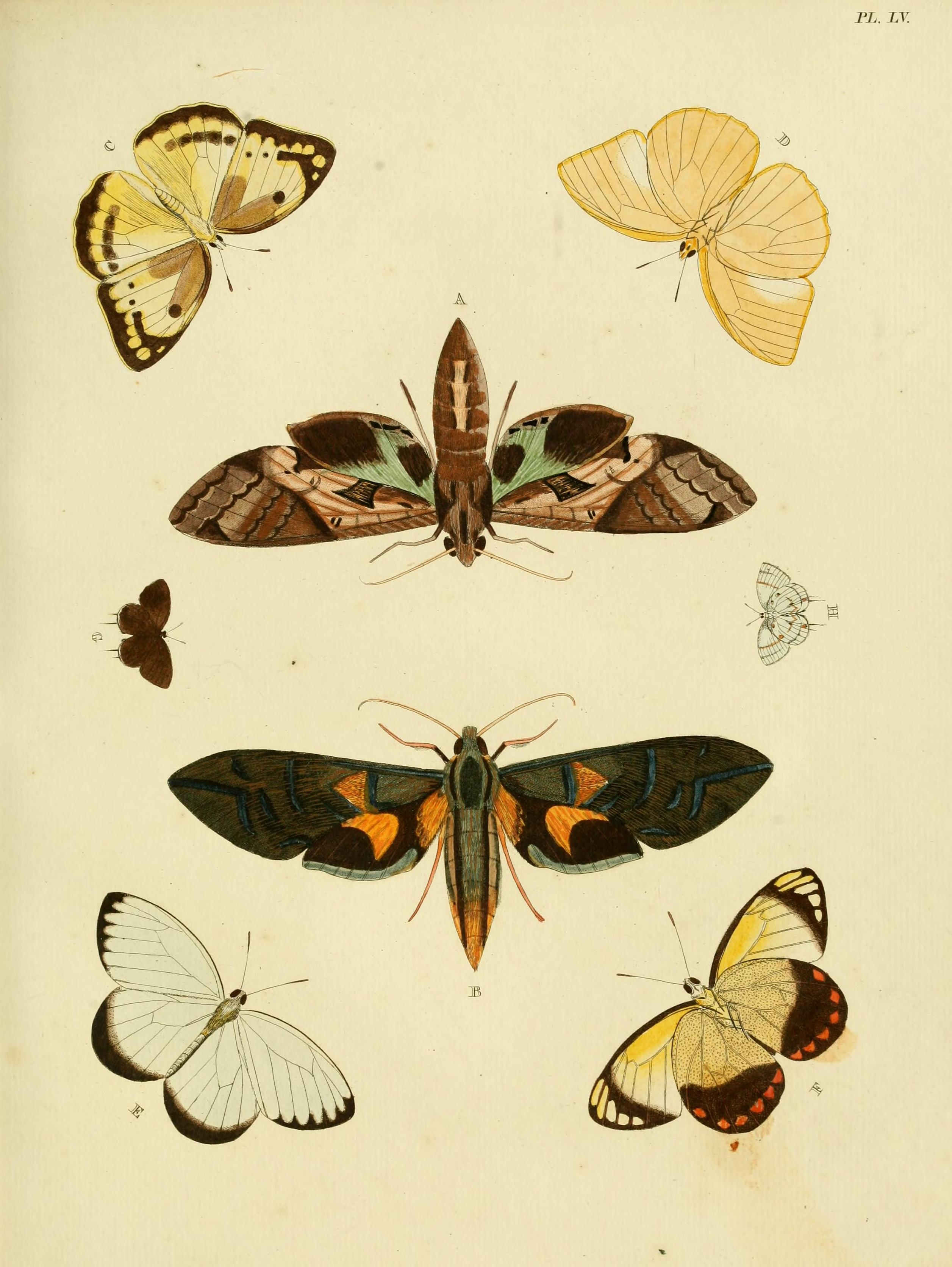
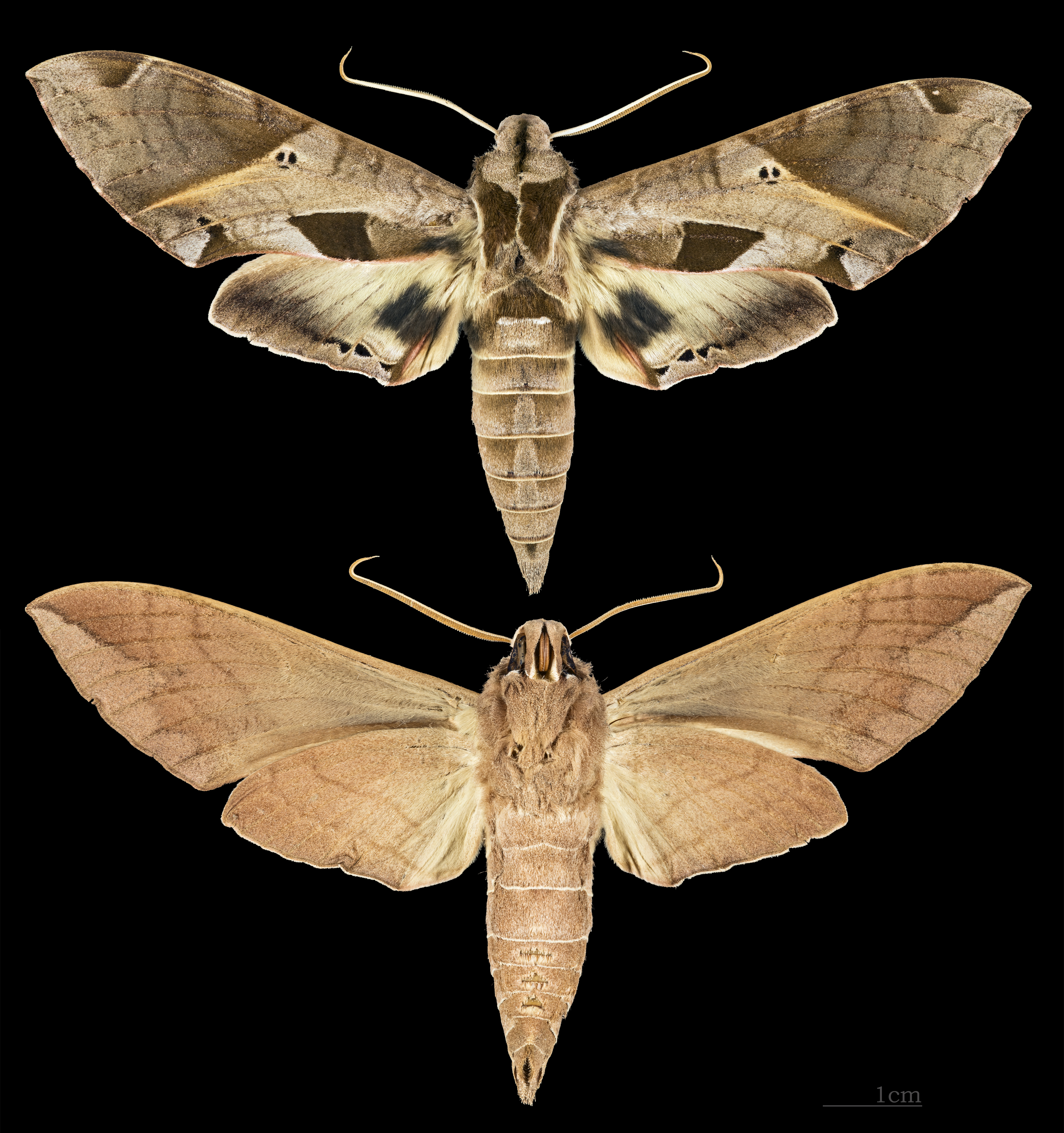
Eumorpha satellitia excessus
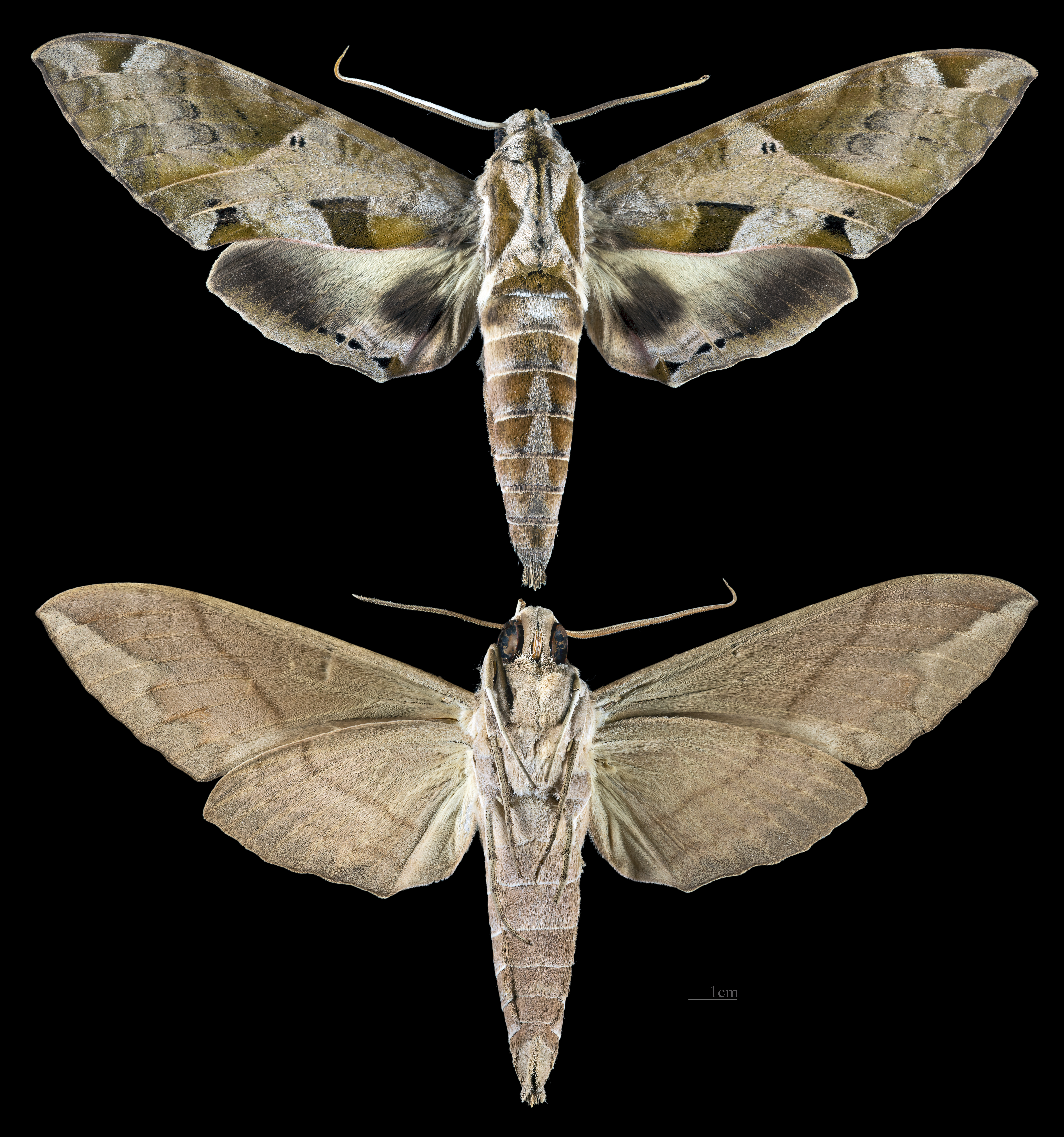
Eumorpha satellitia  licaon ♂
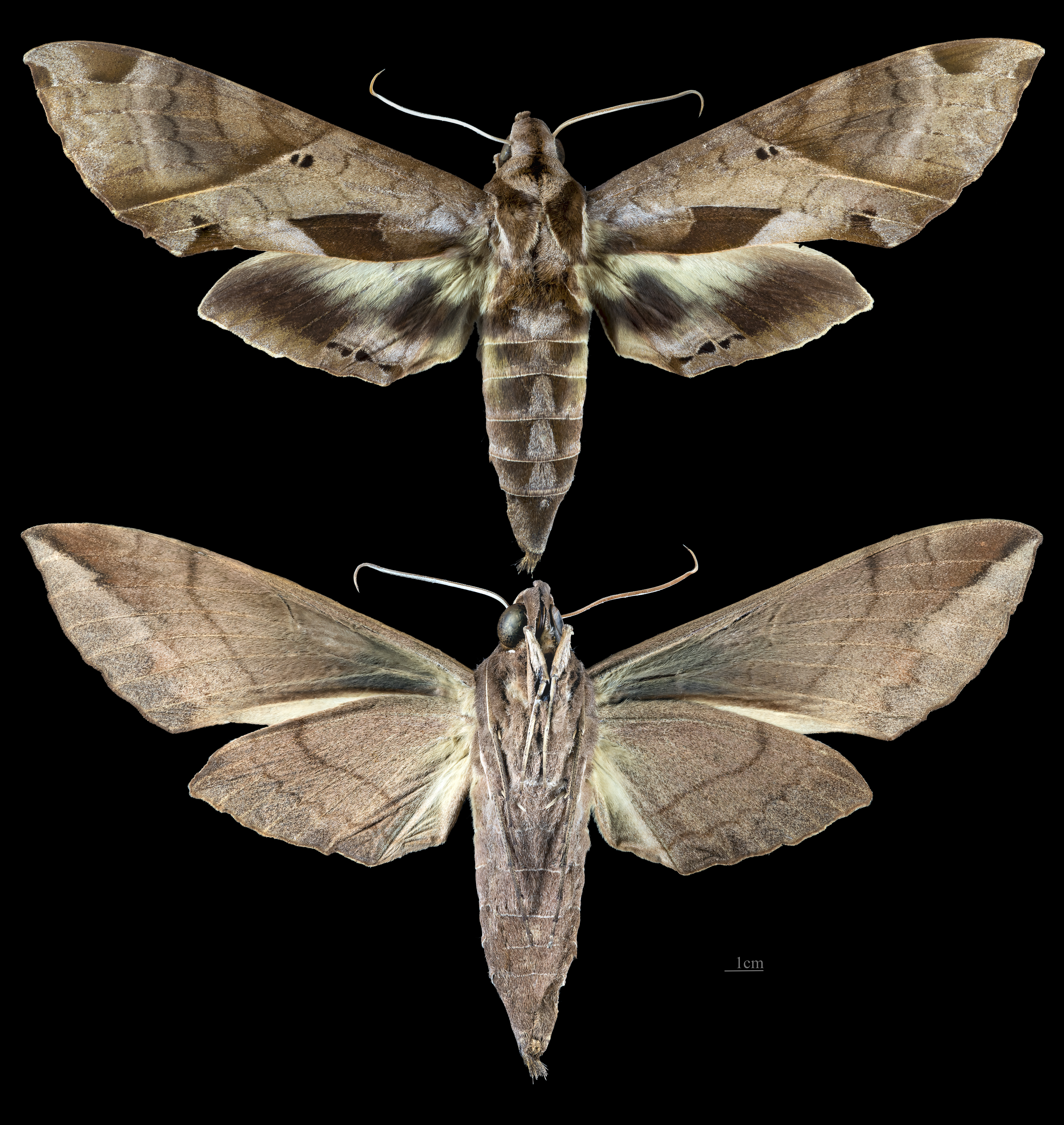
Eumorpha satellitia  licaon ♀
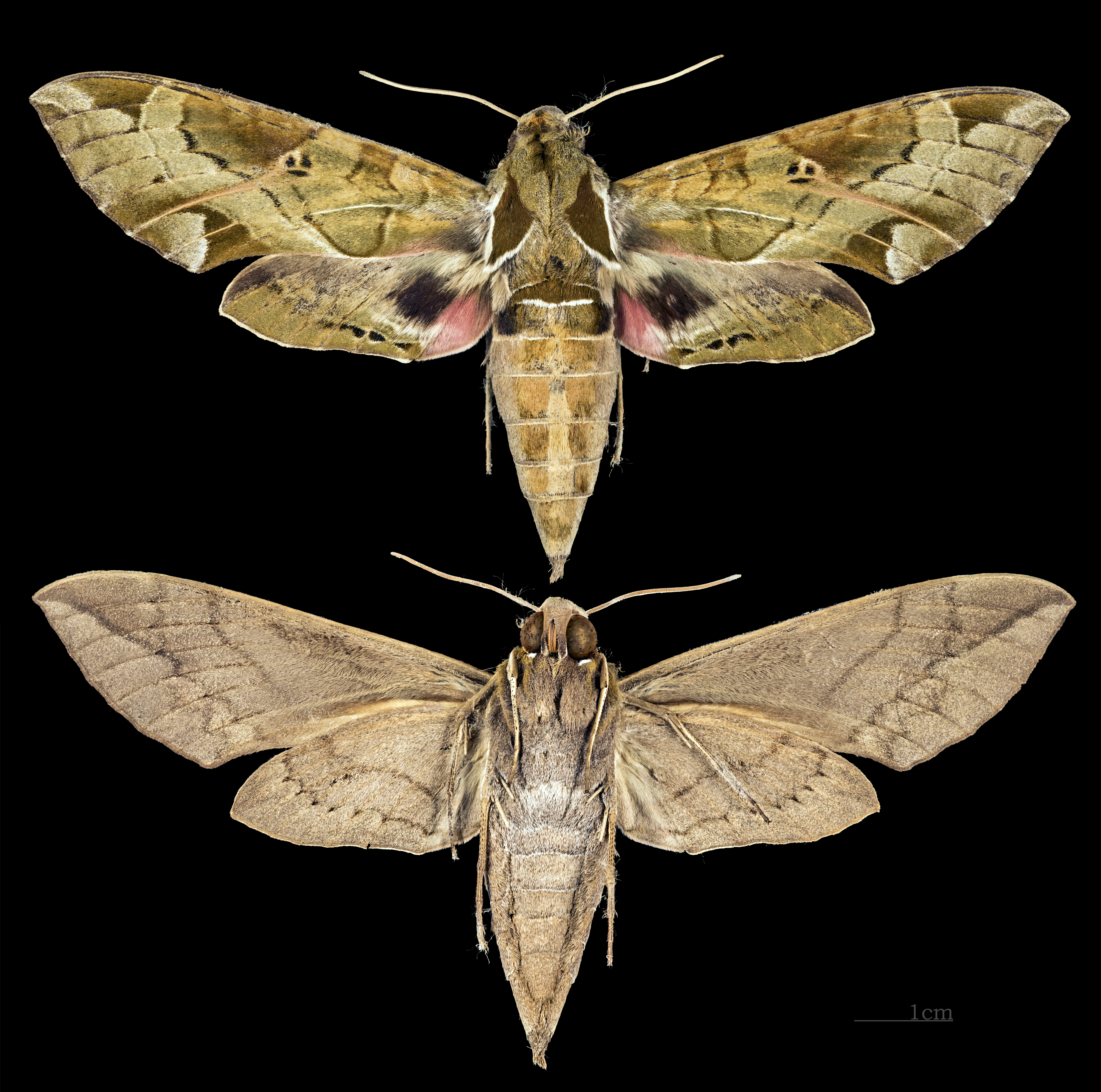
Eumorpha satellitia posticatus ♀
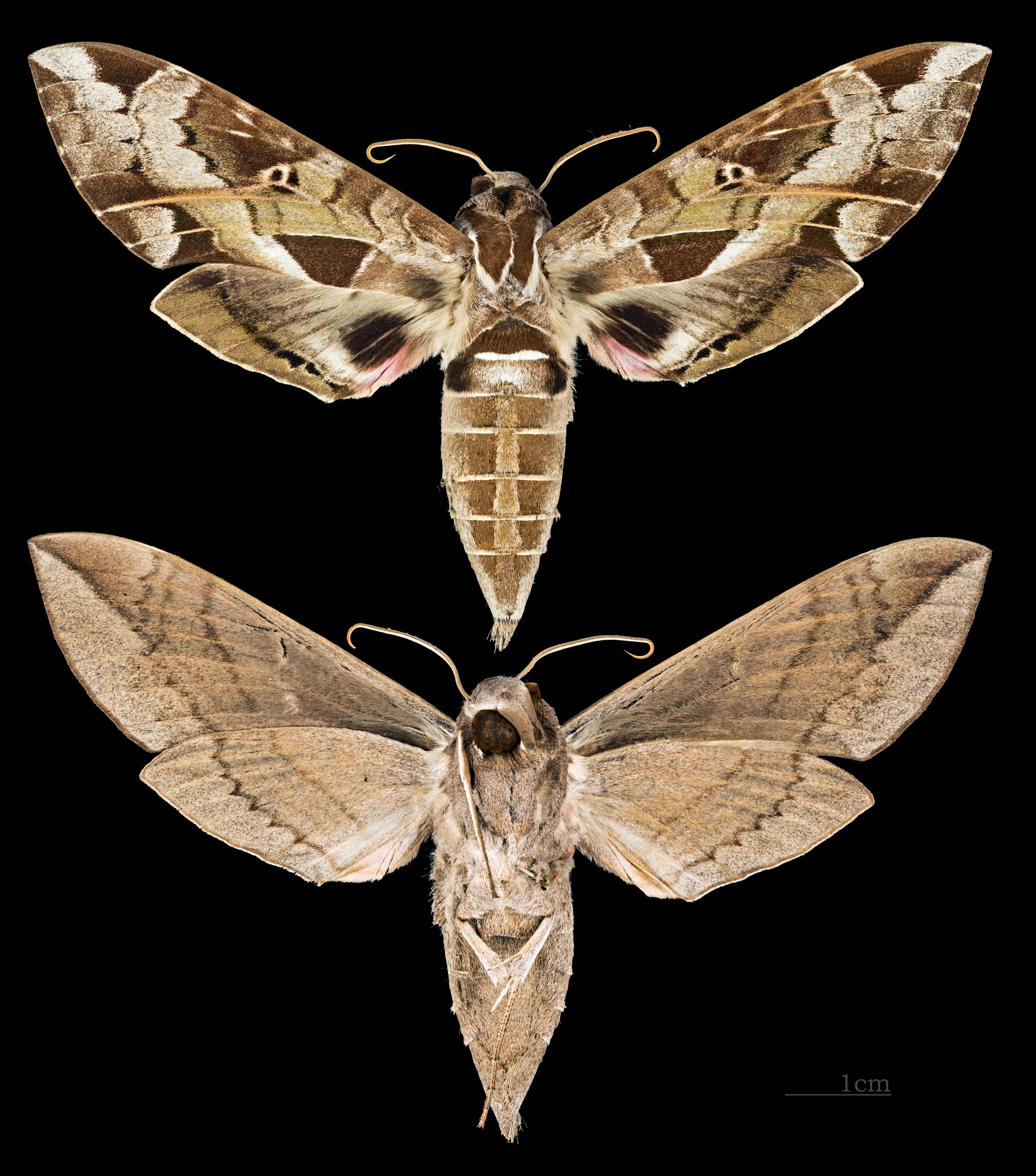
Eumorpha satellitia posticatus ♂